# Blind Spot Information System

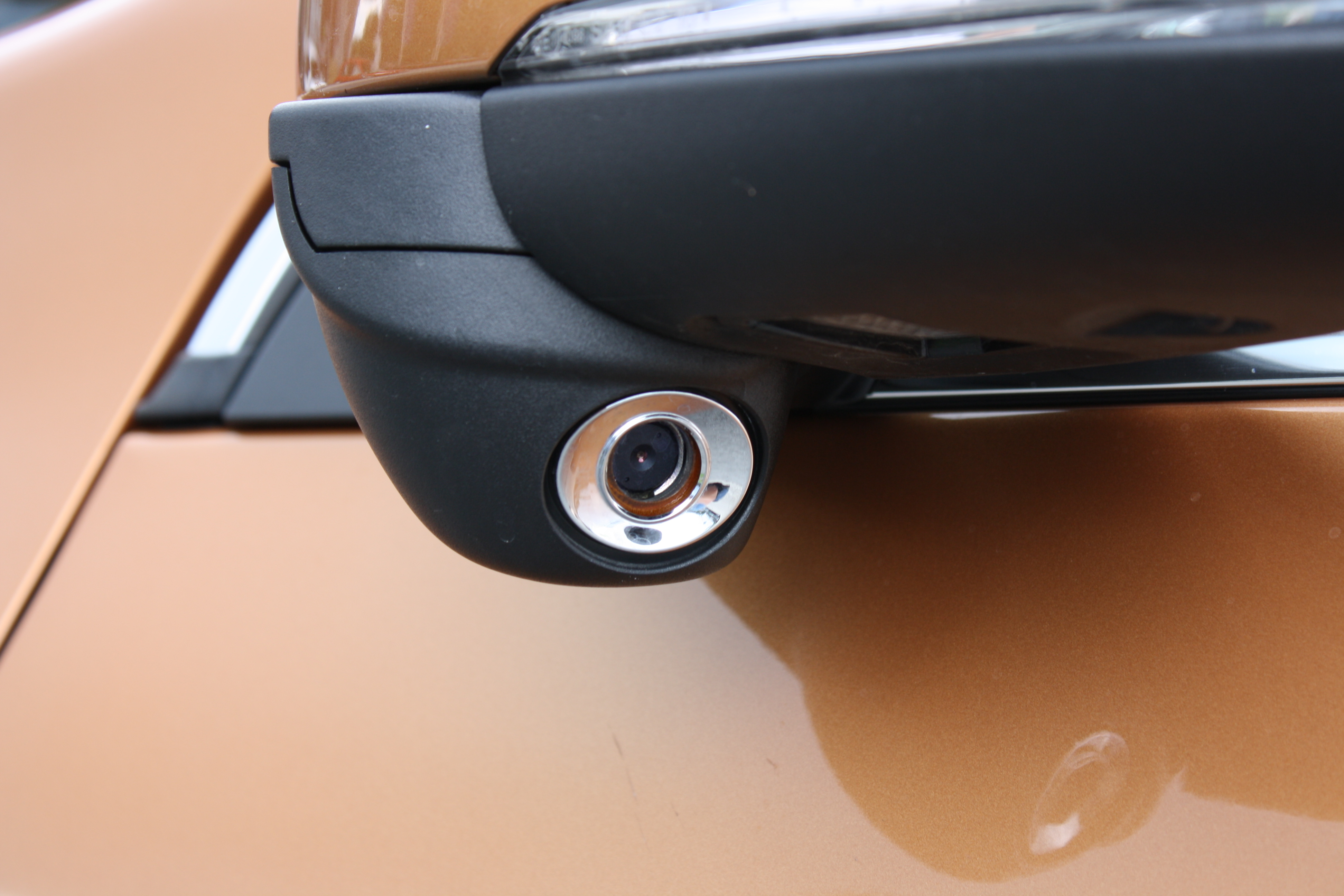
Kamera cyfrowa w lusterku bocznym

Blind Spot Information System, w skrócie BLIS – elektroniczny system informacji „martwego pola” w pojeździe. System światełkami umieszczonym obok lusterek bocznych ostrzega kierowcę o innym pojeździe, który znajduje się w tzw. „martwym polu”. System działa dzięki kamerom umieszczonym w bocznych lusterkach. Aktywuje się po przekroczeniu przez kierowcę prędkości 10 km/h.
System BLIS został opracowany przez szwedzki koncern Volvo w 2001 roku, w ramach prac nad programem Volvo Safety Concept Car (SCC) i po raz pierwszy zastosowano w pojeździe osobowym S80. Jego zadaniem jest wychwytywanie - niewidocznych przez kierującego - obiektów znajdujących się w martwym polu.
Elementy składowe systemu:
- kamery cyfrowe (umieszczone na obu lusterkach),
- lampki ostrzegawcze zamontowane w kabinie u podstaw lusterek.

Pole widzenia BLIS to 9,5 m długości i 3 m szerokości. System działa zarówno w nocy, jak i za dnia. Wychwytuje samochody przejeżdżające z prędkością od 20 km/h do 70 km/h większą niż poruszający się pojazd.